# 任天堂Switch Lite
任天堂Switch Lite是日本任天堂公司出品的掌上遊戲機，於2019年9月20日在全球同步發售。

## 歷史
任天堂Switch Lite首次在2019年7月10日的任天堂官方網站上公佈，並宣佈發售日在同年9月20日，有黃色、灰色、藍綠色；11月1日發售的寶可夢 劍／盾限定款式、在2020年3月20日發售追加的珊瑚色版本和2021年5月7日發售追加的藍色版本（香港和台灣率先開售，並於5月21日在全球發售）。
- 2019年12月29日，日本的本地推定累計售出100万台。
- 2020年2月18日，任天堂宣佈推出第四款常規顏色「珊瑚紅」。
- 2021年4月13日，任天堂宣佈推出第五款常規顏色「藍色」。
- 2021年11月5日，任天堂宣佈推出《寶可夢 晶燦鑽石/明亮珍珠》限定款式[3]
- 2023年11月25日，任天堂宣佈推出《集合啦！動物森友會》限定款式，並附送該遊戲[4]。
- 2024年9月26日，任天堂宣佈推出海拉魯限定款式[5]。

## 與原版Switch的比較

### 相同之處
- 兩者記憶體皆為4GB，內建儲存空間同為32GB，且均有Micro SD插槽。
- 兩者螢幕解析度同為1280×720。
- 兩者皆使用USB-C埠。
- 兩者皆採用NVIDIA Tegra X1 系統晶片。
- 兩者使用相同的任天堂Switch系統軟體。
- 兩者採用相同的遊戲卡匣。
- 兩者皆相容另購的Joy-Con與Switch Pro手柄。

### 不同之處
如任天堂DS Lite一样，Lite代表輕量。根據任天堂宣稱，该机型是為了已经购买原主機的玩家買來做為第二台主機以補充在便攜性與續航方面的不足，並對於特定的游戏群体，Lite的定位也成為一種更便宜且更親民的替換選擇。而因為任天堂Switch Lite是任天堂Switch的廉價機種，加上戶外攜帶性設計的考慮，所以功能與主機也會有所區別，例如：
- 本體的尺寸與重量小於Switch。螢幕為5.5吋，略小於Switch的6.2吋。
- 原Joy-Con左控制器的上/下/左/右的独立按鈕變為單一的十字揵。
- 因一體性的便攜設計的緣故，所以Joy-Con控制器无法从本体上取下，Switch Lite也沒有配備原Joy-Con的中的IR紅外攝影機和HD振動功能。雖然Switch Lite可以与另外购买的Joy-Con配合使用，但基於Switch Lite在設計上無法為另購的Joy-Con進行充電，所以有此需要的玩家將需要額外購買充電握把[2]。如果不使用Joy-Con，Switch Lite無法獨立運行以下遊戲：[6]
  - 《超級瑪利歐派對》、《舞力全开2023》、《健身環大冒險》和《Nintendo Switch 運動》等體感運動類遊戲
  - 《1-2-Switch》的吃漢堡章節和《任天堂Labo》系列遊戲等需要利用IR鏡頭的遊戲或章節
  - 《瑪利歐賽車8 豪華版》和《你裁我剪！斯尼帕Plus》等遊戲的一機多人模式
- 沒有隨機附送任天堂Switch底座，且不兼容現有的任天堂Switch底座，因为任天堂Switch Lite无法透過擴展塢來实现HDMI輸出以及使用USB插口來連接外圍的其他遊戲設備[2]。
- 內建鋰離子電池容量為3570 mAh、13.6 Wh，小於Switch的4310 mAh、15.95 Wh。

## 銷售量
自Nintendo Switch Lite推出後僅10天，即2019年9月30日，全球銷量已達到約195萬部。截至2020年3月31日，Nintendo Switch Lite已在全球售出619萬部。任天堂社長古川俊太郎在2019年12月21日的公司第四季度財務報告中表示，約30％的Switch Lite銷售額來自Switch的現有現家，並將Switch Lite作為備用裝置。
古川俊太郎還表示，在Switch系列遊戲的新玩家之中，購買Lite的女性消費者比購買原大Switch裝置的為高，而任天堂將為增加Lite的產量，應对需求。

## 腳註及參考文獻
1. ↑   (PDF). 任天堂.   [2022-05-10]. （原始内容 (PDF)存档于2022-05-10）.
2. 1 2 3  . 任天堂(香港)有限公司網站.   [2019-07-11]. （原始内容存档于2019-07-11）.
3. ↑  . 任天堂(香港)有限公司網站.   [2025-03-26] （zh-cmn-hant）.
4. ↑  . 任天堂(香港)有限公司網站.   [2025-03-26] （zh-cmn-hant）.
5. ↑  . 任天堂(香港)有限公司網站.   [2025-03-26] （zh-cmn-hant）.
6. ↑  . 任天堂(香港)有限公司網站.   [2019-08-03]. （原始内容存档于2020-05-02）.
7. ↑  Nintendo.  (PDF).   [October 31, 2019]. （原始内容存档 (PDF)于2019-10-31）.
8. ↑   (PDF). 任天堂. 2020-05-07  [2020-05-07]. （原始内容存档 (PDF)于2020-05-08）.

## 外部連結
- 官方网站：日本、美國、香港、臺灣